# Манастир Привина Глава
Привина (Прибина) Глава је најзападније смештен манастир од свих 16 Фрушкогорских манастира. Манастир се налази у крајње западном делу Фрушке горе, на око пет километара североисточно од града Шид, а поред истоименог села Привина Глава, некадашњег прњавора. Манастирска црква је посвећена Сабору Светих Арханђела.
Гаврило Марић, био је игуман манастира у периоду од 2002. до 2017. године.
Припада Епархији сремској Српске православне цркве и представља непокретно културно добро као споменик културе од изузетног значаја.

## Историја
Овај манастир је добио је име по оснивачу властелину (у старости пустињаку) Приви (Приби) из 12. века. Тај стари испосник је наводно скупио сличне себи из Моравије (Моравске?) прогнане свештенике, и источно од извора (где је сад манастирско гробље) подигао прву цркву и ћелије. Обновљен је вероватно 1496. године од стране деспота Јована и владике Максима Бранковића, али се према турским документима његово оснивање или обнова везује за средину 16. века. Деспот Јован Бранковић је имао своју столицу (утврђени град) у оближњем Беркасову, на брду Деспотовцу. Манастирска богомоља је подигнута код извора потока званог Прива или Приба. Према турском тефтеру из 1566-1567. године пописана је тада ''Прибиглава". Привина глава се спомиње у 17. веку поводом обнове илуминираног рукописа из 14. века, познатијег као "Минхенски псалтир". Према овом рукопису, манастир Ковиљ основали су монаси Привине Главе на свом имању.
На крају турско-аустријских ратова манастир је опустео због честих немира, па су се монаси у манастир вратили тек после закључења Карловачког мира 1699. године. Манастир је 1702. године поседовао 200 јутара оранице, ливада и пашњака и 582 јутра шуме. Игуман манастира Сава био је 1718. године посланик на српском црквено-народном сабору, 1731. то ће бити игуман Петроније. Када је 1741. године копан темељ за нови храм нађен је у земљи камен са уклесаним текстом, који сведочи о години обнове тј. 1496. години. Градња нове цркве је започета 1741. године а први ктитор био је Симеон Вуковић из Шаренграда, са прилогом од 1000 ф. По упокојењу његово тело је сахрањено у крипти у поду те цркве. Симеонов син Јован подигао је 1771. године звоник на цркви, а Маринка, удова Јована Монастерлића оберкапетана моровићког, платила је да се купи велико звоно. На месту старије цркве из касног средњег века 1753. године саграђена је нова црква, посвећена Св. Арханђелима Гаврилу и Михајлу, двоспратни конаци са јужне и источне стране. Црква је као завршена освештана 18. јуна 1760. године, а том приликом су скупљани прилози за подизање монашких ћелија. Године 1766. игуман манастирског општежитељног братства био је Данил Радушевић, а поред њега се помињу: Висарион Кузмановић намесник и заклети старац, Мојсеј Плавшић проигуман и заклети старац попут и Никанора Михајловића и Мисаила Јовановића.
Манастирска братија је 1824. године наручила примерске "Српског летописа". Игуман је тада Данил Јовановић а калуђери пренумеранти: Софроније Радановић, Прокопије Трњаковић, намесник Александар Мединац и Јосиф Марић. Игуман Привине главе био је 1834. године "преподобни" Серафим от Миросављевић.
Године 1931. десио се трагичан догађај у манастиру. Отпуштени шумар Јеша Поповић из Шида, који је чувао манастирске шуме, да би се осветио вратио се у манастир. Са њим је дошао његов таст Данило, који је исекао лице и избо ножем игумана Методија Суботића.
Монахе су из манастира протерале усташе 1941. године, исти су опљачкали, али на срећу нису разарали манастир. Црква са иконостасом је остала неповређена, али је из ње све однесено, а столови су спаљени. И конак је остао неповређен, али је и из њега све однесено. Књижницу је спалио учитељ Влатко Храниловић, управник дома усташке младежи у овом манастиру. У трпезарији су били портрети и слике: Стефана Стратимировића, Јована Рајачића, Шакабенте, Германа Анђелића као ђакона, игумана Теофана Косовца и још две слике Аксентија Мародића, Победа добра над злим (1880) и Архангел Михаило.
Захваљујући томе што манастир од усташа није срушен (јер је био Дом усташке младежи), реконструкцијом манастира, започетом 1987. године, брзо је враћен у првобитно стање, чак се данас раде и нови објекти. Највећа пажња поклоњена је рестаурацији и конзервацији иконостаса.
Манастир је данас женски, у њему живе два монаха и четири монахиње. Поред игумана оца Гаврила Марића ту је је монах Серафим.

## Данашње стање
Храм Светих Архангела Михаила и Гаврила има триконхалну основу са куполом на слободним ступцима. Припрата је изграђена средином 18. века над темељима старије цркве, у стилу који подражава цркву манастира Хопово, а на њену западну фасаду крајем 18. века дозидан је барокни звоник. Осликавање иконостаса, икона на стубовима пред олтаром и икона на престолима, као и зидне слике у цркви извео је 1786/91. године Кузман Коларић.
Поред храма Светих Архангела, у оквиру манастирског комплекса налазе се и цркве Богородичиног Покрова (из 2004. године) и Светог Георгија (из 2006. године), док се на брду изнад манастира налази и црква Уздизања часног крста (из 2010. године).